# Nantas (film)
Ne doit pas être confondu avec Nantas (nouvelle).
Nantas est un film français en quatre parties réalisé en 1924 par Émile-Bernard Donatien d’après la nouvelle éponyme d’Émile Zola et sorti en 1925.

## Synopsis
Après plusieurs années, Nantas, ambitieux et soutenu par le père de sa femme, devient très riche, tout en étant amoureux de son épouse. Cette situation n'est cependant pas réciproque. Un jour il fait une découverte : son épouse a un amant.
Le dévouement qu’il éprouve pour l'Empire est absolu et l'empereur lui propose de devenir ministre ; il accepte. Il ne trouve toutefois pas le bonheur, trop épris de sa femme qui l'ignore. Nantas lui fait une déclaration d’amour, mais elle y reste insensible.

## Fiche technique
- Réalisation, scénario, décors : Émile-Bernard Donatien, d’après la nouvelle homonyme d’Émile Zola
- Photographie : Émile Repelin
- Société de production : Films Donatien
- Format : Noir et blanc - Muet
- Durée : film en 4 parties de 2h24min
- Film restauré par les Archives françaises du film du CNC.
- Date de sortie :
  - France : 23 janvier 1925

## Distribution
- Émile-Bernard Donatien : Nantas, un jeune homme pauvre qui deviendra riche et puissant en devenant le « père » officiel de l’enfant d’une jeune noble qui a fauté
- Lucienne Legrand : Flavie d’Anvilliers, une jeune noble qui a fauté et qui épouse Nantas sans amour
- Maxime Desjardins : Le baron d’Anvilliers, le père de Flavie
- Maurice Escande : Desfondettes
- Jeanne Bérangère : Mme Chuin
- José Davert : Nantas père
- Catherine Fonteney : Nathalie, la gouvernante
- La petite Yvette Langlais : L'enfant
- Camille Bos : Danseur
- Robert Quinault : Danseur